# A Quiet Place (2018)
A Quiet Place is een Amerikaanse horrorfilm uit 2018, geregisseerd door John Krasinski. Hijzelf en Emily Blunt spelen de hoofdrollen.
A Quiet Place werd genomineerd voor de Oscar en BAFTA Award voor beste geluid en de Golden Globe voor beste score. De film kreeg meer dan dertig andere prijzen daadwerkelijk toegekend, waaronder een Screen Actors Guild Award (voor Blunt), Saturn Awards voor beste horrorfilm, beste script en beste montage en een Satellite Award voor beste geluid.

## Verhaal
Nadat een buitenaards dierenras vrijwel de gehele mensheid heeft uitgeroeid, probeert een gezin van vijf te overleven. Dit kan alleen door te proberen om geen geluid te maken. De wezens zijn sterk, snel en hebben een extreem gevoelig gehoor. Ze vallen alles aan wat ze horen en terugvechten is vrijwel kansloos.
Lee Abbott, zijn vrouw Evelyn en hun kinderen Regan, Marcus en Beau trekken onder deze omstandigheden door een verwoest Amerika. Ze communiceren met gebarentaal. Dit kunnen ze omdat Regan doof werd geboren. Beau vindt een stuk speelgoed in de vorm van een ruimteschip. Wanneer hij dit aanzet, begint het geluid te maken. Lee probeert hem nog te bereiken, maar een van de wezens is hem voor.
Een jaar later is Evelyn hoogzwanger. Lee probeert zonder succes contact te krijgen met andere mensen via een radio. Regan gaat gebukt onder schuldgevoel. Ze verwijt zichzelf dat Beau dood is omdat zij hem het ruimteschip teruggaf, nadat haar vader dit in beslag had genomen. Lee probeert om met gevonden materialen Regans gehoorimplantaat te verbeteren, maar tevergeefs. Hij gaat met Marcus vissen bij een waterval. Hij legt zijn zoon uit dat de wezens hen niet kunnen horen wanneer ze in de buurt zijn van een constant en harder geluid.
Evelyn probeert stil te blijven wanneer haar bevalling begint. Ze wil zich afzonderen in de kelder, maar trapt onderweg op een spijker en laat een fotolijstje vallen. Het geluid is duidelijk hoorbaar. Evelyn doet een rood licht aan om de anderen te waarschuwen dat er gevaar dreigt. Bij terugkomst laat Lee Marcus vuurwerk afsteken om de wezens af te leiden. Hij vindt Evelyn in de badkamer met hun nieuwe zoontje en brengt de twee naar de kelder, die ze zo goed mogelijk hebben geïsoleerd. Nadat Lee hun andere kinderen gaat zoeken, dringt een van de wezens de kelder binnen.
Marcus en Regan verschansen zich op het dak van een graansilo. Marcus valt door een luik. Door het geluid hiervan verlegt het wezen in de kelder zijn aandacht van Evelyn naar Marcus en Regan. Haar gehoorapparaat blijkt hoge signalen af te geven wanneer het in de buurt is. De toon verjaagt het wezen ook. Daarna vinden ze hun vader.
Wanneer het wezen terugkeert, offert Lee zijn leven op om dat van zijn kinderen te redden. Regan en Marcus krijgen zo de kans om naar het huis met hun moeder en broertje te vluchten. Ze verstoppen zich samen in de kelder. Het wezen vindt ze. Regan realiseert zich dat het niet tegen het geluid van haar gehoorimplantaat kan. Ze legt het daarom bij een microfoon om de feedback te versterken. Het getergde wezen blijkt een zwakke plek te hebben onder zijn hoofdpantser. Evelyn doodt het door erop te schieten met een jachtgeweer. Op de camerabewaking zien ze twee andere wezens het huis naderen. Ze zetten zich schrap om terug te vechten.

## Rolverdeling
- Emily Blunt als Evelyn Abbott, de moeder van Regan, Marcus en Beau en de vrouw van Lee. Ze is een dokter en is zwanger van haar vierde kind aan het begin van de film.
- John Krasinski als Lee Abbott, een ingenieur en de vader van Regan, Marcus en Beau en de man van Evelyn.
- Millicent Simmonds als Regan Abbott, de dove dochter van Evelyn en Lee.
- Noah Jupe als Marcus Abbott, de oudste zoon van Evelyn en Lee en de broer van Regan en Beau.
- Cade Woodward als Beau Abbott, de jongste zoon van Evelyn en Lee en het broertje van Regan en Marcus.

## Ontvangst
De film kreeg positieve kritieken van de filmcritici met een score van 95% op Rotten Tomatoes, gebaseerd op 259 beoordelingen.